# おしなそば
『おしなそば』は、長野県の郷土料理。信州諏訪産の味噌と信州の伝統野菜である辛味大根（上野大根）おろし、信州産そばで食す蕎麦メニューの名称。

## 概要

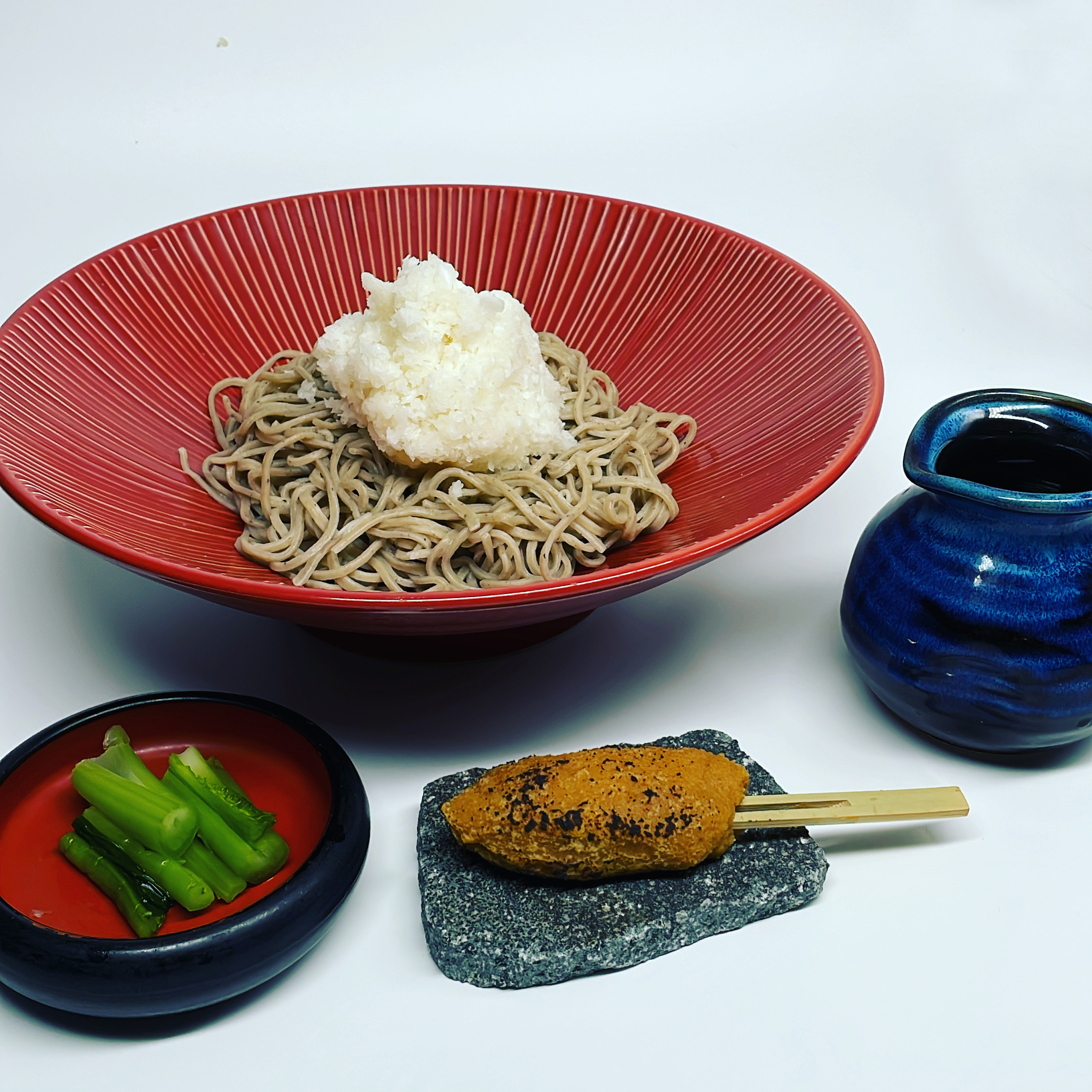
長野県諏訪市産の上野大根と信州諏訪産の味噌で信州産のそばを食す（そばの提供方法）

過去に、信州諏訪みそ天丼を考案した諏訪商工会議所賑わい創出プロジェクト資源開発部会が発案。2020年から上野大根の栽培や試食会、テスト販売を経て、2022年11月16日関係者により「おしなそば」と命名。

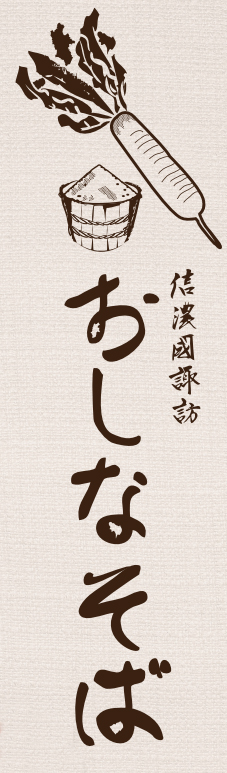
おしなそばのロゴ（商願2022-130750）

同部会ではコロナ禍を自らの力で乗り切ろうと、「食」切り口に賑わいを取り戻そうと飲食店や製麺会社の女性3名が考案し、メニュー開発に着手。歴史研究家や農家、行政、味噌醸造家など多様なメンバーを巻き込み研究開発を行っている。諏訪市四賀の仏法紹隆寺に伝わる江戸時代の古文書に、高島藩主をもてなす献立としてそばにみそや大根おろしなどを添えて提供した記録があるという点に着目した。辛味が強く通常はたくあん漬けに利用されている伝統野菜・上野大根を使ったそばの提供について研究を重ねてきた。辛味大根のしぼり汁にみそを溶かして食べる食べ方は伊那市の高遠そばなどにあるため、伊那市の信州そば発祥の地伊那そば振興会も視察した。
つけ大根としての流通ルートしかない上野大根については、資源開発部会メンバーが生産者組合の指導・協力を受け、種まきから収穫、各店の配送まで担っている。テスト販売や食べた人へのアンケートも実施。試作やテスト販売の段階では、だし汁にみそを溶き大根おろしを載せたそばにかけていたが、アンケート結果などから、薄めたそばつゆにみそを溶かすスタイルに修正した。
新たなメニュー名称については、多くのアイデアがある中、蕎麦の歴史や地域の特色を研究する中で、最終的に「おしなそば」とした。江戸時代に信州諏訪で提供していたそば湯を「おしな湯」と呼び、それが江戸市中に広がったことなどを参考として命名した。